# Parco archeologico di Baratti e Populonia
Il parco archeologico di Baratti e Populonia si trova nel comune di Piombino (LI) e comprende circa 80 ettari tra le pendici del promontorio di Piombino e la costa sul golfo di Baratti. Fa parte dei Parchi della Val di Cornia ed è stato inaugurato nel 1998, per rendere accessibili alla visita alcune aree archeologiche e i nuovi resti rinvenuti negli scavi archeologici condotti nella zona a partire dal 1996.
Il parco comprende ampi settori dell'antica città di Populonia, unico caso di insediamento urbanizzato etrusco sul mare, divisi per itinerari archeologici e naturalistici.

## Gli itinerari interni al parco

### La necropoli di San Cerbone
Adiacente al centro accoglienza del parco si estende l'ampia necropoli di epoca orientalizzante di San Cerbone. L'itinerario si snoda attraverso decine di tombe a tumulo, edicola e sarcofago; coprendo un range cronologico che va dal VII al VI secolo a.C.
Per imponenza e condizioni di conservazione è degna di nota la cosiddetta Tomba dei Carri. Con un tamburo di 28 metri di diametro, la tomba rappresenta uno dei tumuli più grandi mai costruiti dagli Etruschi. 
Le tombe a sarcofago sono disseminate in numero cospicuo lungo il percorso di visita e, in alcuni casi, presentano ancora traccia della piombatura originale. 
Le tombe ad edicola si trovano nella zona della necropoli più vicina al mare e rappresentano la tipologia funeraria più attestata a Populonia lungo tutto il VI secolo a.C. Tra le edicole, la Tomba del Bronzetto di Offerente rimane senza dubbio quella meglio conservata: ancora oggi si possono ammirare i blocchi squadrati di pietra panchina che la compongono, la porta di chiusura originaria e, caso del tutto eccezionale, la copertura a doppio spiovente. 
Dallo scavo della necropoli di San Cerbone provengono pregevoli reperti oggi divisi tra il Museo Archeologico di Firenze e il Museo archeologico del territorio di Populonia sito a Piombino.

### La necropoli delle Grotte
Leggermente decentrata rispetto al centro accoglienza è la Necropoli delle Grotte, scavata tra il 1997 ed il 1998, e raggiungibile tramite l'itinerario archeologico e naturalistico detto 'Via delle Cave'. 
L'itinerario attraversa un fitto bosco di sughere e lecci ed è costellato da un numero notevole di tombe scavate direttamente sul banco di roccia calcarenitica, caratterizzate da architrave sbozzata, letti funebri e in alcuni casi (Tomba della Protome) sculture apotropaiche ricavate dalla roccia. 
Culmine della visita è la Necropoli e la Cava delle Grotte: un imponente fronte di cava poi trasformato in facciata nella quale furono ricavate numerose tombe a camera (IV-III secolo a.C.). 
Nonostante la sistematica depredazione delle tombe, molti corredi funebri sono stati rinvenuti intatti. Emblematico in tal senso è il caso della Tomba 14 la quale ospitava una donna cremata con un incredibile numero di suppellettili, oggi conservati al Museo archeologico del territorio di Populonia.

### La via del Ferro
La Via del Ferro permette invece di ammirare nella sua prima parte alcune tombe a tumulo (Tomba delle Oreficerie, Tomba dei Flabelli, etc.) e nel suo ultimo tratto i resti di alcuni quartieri industriali di epoca etrusca, utilizzati per la trasformazione dell'ematite elbana in ferro commerciabile. Il terreno del parco archeologico e della spiaggia di Baratti appare come cosparso di piccoli brillanti, risultando scintillante sotto i raggi del sole. È, in effetti, ciò che resta di tonnellate di ematite utilizzata da etruschi e romani per l'ottenimento del ferro.

### Acropoli
L'Acropoli di Populonia, aperta al pubblico nel 2007, rappresenta la parte più alta del parco ed è raggiungibile tramite Via della Romanella. Solo parzialmente scavata, l'Acropoli offre ai visitatori spunti panoramici sul Golfo di Baratti e sul promontorio di Piombino, nonché i resti dei templi romani che si affacciavano sulla grande piazza. Di particolare importanza è la strada lastricata che congiunge l'area sacra dei tre templi con l'area delle Logge, imponente terrazzamento che fungeva da base per altri ambienti.

### Centro di Archeologia Sperimentale
Il parco dispone di un Centro di Archeologia Sperimentale che permette ai visitatori la riproduzione manuale di oggetti antichi, tramite metodi di lavoro attestati archeologicamente.